# Долно-Белотинци
Долно-Белотинци (болг. Долно Белотинци) — село в Болгарии. Находится в Монтанской области, входит в общину Монтана. Население составляет 649 человек.

## Политическая ситуация
В местном кметстве Долно-Белотинци, в состав которого входит Долно-Белотинци, должность кмета (старосты) исполняет Димитр  Христов Димитров (коалиция в составе 6 партий: Новое время (Болгария)(НВ), Демократы за сильную Болгарию (ДСБ), ВМРО — Болгарское национальное движение, Болгарский земледельческий народный союз (БЗНС), Демократическая партия Болгарии (ДП), Союз демократических сил (СДС)) по результатам выборов.
Кмет (мэр) общины Монтана — Златко Софрониев Живков (независимый) по результатам выборов.